# Aethalochroa spinipes
Aethalochroa spinipes är en bönsyrseart som beskrevs av Wood-mason 1889. Aethalochroa spinipes ingår i släktet Aethalochroa och familjen Toxoderidae. Inga underarter finns listade i Catalogue of Life.